# The Age of Nero
Albums de Satyricon
My Skin Is Cold
(2008) Satyricon
(2013)
The Age of Nero est le septième album studio du groupe de Black metal norvégien Satyricon. L'album est sorti le 3 novembre 2008 sous le label Roadrunner Records.
Depuis le 6 octobre 2008, le premier single de l'album, Black Crow on a Tombstone, est disponible en ligne sur le site du label.
Le titre My Skin Is Cold était déjà présent dans l'EP de promotion de l'album, qui porte le même nom.

## Musiciens
- Satyr - chant, guitare, basse, claviers
- Frost - batterie

## Liste des morceaux
1. Commando - 4:29
2. The Wolfpack - 4:05
3. Black Crow on a Tombstone - 3:52
4. Die By My Hand - 7:07
5. My Skin Is Cold - 5:15
6. The Sign of the Trident - 6:58
7. Last Man Standing - 3:40
8. Den Siste - 7:24